# Суперкористувач
Суперкористувач (також зустрічається під назвами root, supervisor, адміністратор, адмін тощо) — спеціальний аккаунт в UNIX-подібних системах з ідентифікатором (UID, User IDentifier), використання якого надає право на виконання всіх без винятку операцій.
Суперкористувач UNIX-систем має логін «root» тільки за замовчуванням і легко перейменовується при необхідності.
Така схема була придумана для полегшення адміністрування. Наприклад, на серверах Novell початківці адміністратори нерідко припускаються помилки, «даруючи незалежність» гілкам каталогів (втрачаючи над ними будь-який контроль); в UNIX подібне неможливо.
Користувач root може ставати іншим користувачем за допомогою операції setuid, але не навпаки. Зазвичай це використовується в цілях безпеки, коли сервер при запуску збирає якусь інформацію про систему (для чого необхідні права суперкористувача), а потім віддає свої привілеї.

## Microsoft Windows
У Windows NT та пізніших системах, похідних від неї (наприклад, Windows 2000, Windows XP, Windows Server 2003 та Windows Vista / 7/8/10), має бути принаймні один обліковий запис адміністратора (Windows XP і раніше) або один з можливих для підняття привілеїв для суперкористувача (Windows Vista / 7/8/10 через контроль облікових записів користувачів). У системах Windows XP та попередніх версіях існує вбудований обліковий запис адміністратора, який залишається прихованим, коли існує еквівалентний обліковий запис користувача. Цей вбудований обліковий запис адміністратора створено порожнім паролем. Це створює ризики для безпеки, тому вбудований обліковий запис адміністратора за замовчуванням відключається в Windows Vista та пізніших системах через введення контролю облікових записів користувачів (UAC).
Обліковий запис адміністратора Windows не є точним аналогом кореневого облікового запису Unix — Адміністратор. Вбудований обліковий запис адміністратора та обліковий запис адміністратора користувача мають однаковий рівень привілеїв. Обліковий запис користувача за умовчанням, створений у системах Windows, є обліковим записом адміністратора. На відміну від облікових записів адміністратора MacOS, Linux та Windows Vista/7/8/10, облікові записи адміністраторів у системах Windows без UAC не ізолюють систему від більшості помилок повного кореневого доступу. Один з цих підводних каменів включає зниження стійкості до шкідливих програм.
У облікових записах адміністратора Windows Vista/7/8/10 з'явиться запит на перевірку автентичності запуску процесу з підвищеними правами. Зазвичай ніякі облікові дані користувача не потрібні для автентифікації підказки UAC в облікових записах адміністратора, але для автентифікації UAC-запиту потрібно ввести ім'я користувача та пароль адміністратора в стандартних облікових записах користувачів. В облікових записах адміністраторів Windows XP (і попередніх систем) автентифікація не вимагається для запуску процесу з підвищеними привілеями, і це ставить інший ризик безпеки, що спричинило розвиток UAC. Користувачі можуть встановити процес запуску з підвищеними привілеями зі стандартних облікових записів, встановивши процес «запустити як адміністратор» або за допомогою команди «runas» та перевірити автентифікацію підказки з обліковими даними (ім'я користувача та пароль) облікового запису адміністратора. Велика перевага автентифікації з стандартного облікового запису відхиляється, якщо в облікових записах адміністратора використовується порожній пароль (як у вбудованій обліковій системі адміністратора в Windows XP та попередніх системах).
У Windows NT 2000 та вище root-користувач є обліковим записом адміністратора.

## Novell NetWare
У Novell NetWare суперкористувач називався «supervisor», пізніше «адміністратор».

## OpenVMS
У OpenVMS «SYSTEM» — це обліковий запис суперкористувача для ОС.